# Махабат-хан
Махабат-хан (урду مهابت خان‎), полное имя — Махабат Хан Хан-и-Ханан Сипах Салар Замана Бек Кабули (? — 1634) — крупный могольский военный и государственный деятель.

## Происхождение
Имя при рождении — Замана-бек. Он был сыном Гаюр-бека, ризви сайида из Шираза. В молодости его отец побывал в Кабуле и поступил на службу к субадару Афганистана Мирзе Мухаммад Хакиму. После смерти последнего Гаюр-бек поступил на службу к императору Великих Моголов Акбару Великому, хотя так и не получил высокой должности при дворе.

## Карьера в армии Великих Моголов
Поступив на службу к императору Акбару, Замана-бек быстро продвигался по службе в рядах армии Великих Моголов. Свою военную карьеру он начал в личных войсках наследного принца Салима (который впоследствии стал императором Джахангиром). Расположив к себе наследного принца, он вскоре был назначен офицером во главе 500 человек. Замана-бек возглавлял армию принца Салима во время военных действий против раджпутов в Меваре. Махабат-хан был одарен наложницей из Мевара, но она умерла при родах.
После восшествия Джахангира на императорский престол в 1605 году ему был пожалован почетный титул «Махабат-Хан», и он был повышен до звания командира отряда в 1 500 человек, а также получил должность бахши (казначея) личного тайной казны императора. Махабат-хан получил известность в 1623 году, когда он был назначен командующим могольской армией, отправленной для разгрома неудачного восстания принца Хуррама (который позже стал императором Шах-Джаханом) в Декане. За свою верную службу он был признан «столпом государства», и в конечном итоге был повышен до главного командующего могольской армией, с личным рангом в 7000 человек.

## Восстание
Успех Махабат-хана в подавлении восстания принца Хуррама не был встречен с радостью многими членами двора Великих Моголов, которые начали бояться и возмущаться растущим авторитетом и влиянием военачальника. Императрица Нур-Джахан была особенно обеспокоена, и в попытке обуздать растущую власть Махабат-хана она добилась, чтобы он был назначен губернатором Бенгалии, провинции, расположенной далеко от столицы Империи Великих Моголов в Лахоре. Кроме того, пытаясь унизить его в императорском дворе, Нур-Джахан обвинила его в неверном поведении и приказала ему вернуться в Лахор, чтобы предстать перед судом. В результате козней Нур-Джахан Махабат-хан решил действовать, и поэтому в 1626 году он возглавил большой отряд верных раджпутов в Пенджабе. Он также привел с собой жен и семьи многих из них, так что, доведенные до крайности, они будут сражаться до последнего за жизнь и честь себя и своих семей . Тем временем могольский падишах Джахангир и его свита готовились отправиться в Кабул и расположились лагерем на берегу реки Джелам. Махабат-хан и его раджпутские воины напали на императорский лагерь и успешно захватили падишаха Джахангира в заложники. Нур-Джахан однако удалось спастись. Махабат-хан провозгласил себя императором Индии в Кабуле, однако его успех был недолгим.
Нур-Джахан с помощью знати, которая все еще была верна пленному падишаху Джахангиру, придумала план освобождения своего мужа. Она сдалась Махабат-хану и, воссоединившись с мужем, приступила к осуществлению своего плана. Она заставила Джахангира убедить Махабат-хана, что он удовлетворен текущим положением дел, так как это освободило его из ее когтей. Махабат-хан подумал, что он победил прежнего императора, не понимая, что Джахангир фактически перешел на сторону Нур-Джахан. Поэтому он сократил число раджпутских воинов, которые охраняли пленного Джахангира, и приготовился вернуться в Лахор вместе с пленным императором. Тем временем Нур-Джахан организовала им встречу по пути в Лахор. В последовавшей битве войска Нур-Джахан одержали победу, и Джахангир был освобожден из плена. Махабат-хан с помощью Раджи Нату Малла поселил оставшихся раненых раджпутов и их семьи в лесах около Горакхпура, (сейчас — штат Уттар-Прадеш). Таким образом, недолгое правление Махабат-хана продолжалось около 100 дней.

## Поздняя жизнь и смерть
После неудачного переворота Махабат-хан бежал в Декан. Там Принц Хуррам убедил его сдаться падишаху Джахангиру. Но вскоре после смерти Джахангира в октябре 1627 года Махабат-хан остался безнаказанным. После восшествия принца Хуррама на императорский престол в качестве императора Шах-Джахана Махабат-хан был назначен губернатором Аджмера. Позже он был переведен на должность субадара Декана, где и умер в 1634 году . Его тело было доставлено обратно в Дели, где он был похоронен на земле святилища Кадам Шариф. После смерти Махабат-хана его старший сын, Мирза Аманулла, был удостоен титула «Хан Заман», а его второй сын, Лурасп, получил титул своего покойного отца, Махабат-Хана.